# 10332 Défi
10332 Défi è un asteroide della fascia principale. Scoperto nel 1991, presenta un'orbita caratterizzata da un semiasse maggiore pari a 2,5563354 au e da un'eccentricità di 0,1502839, inclinata di 15,69895° rispetto all'eclittica.
L'asteroide è dedicato al Défi Corporatif Canderel, un evento per il finanziamento della ricerca sul cancro.